# Edward Gordon Craig

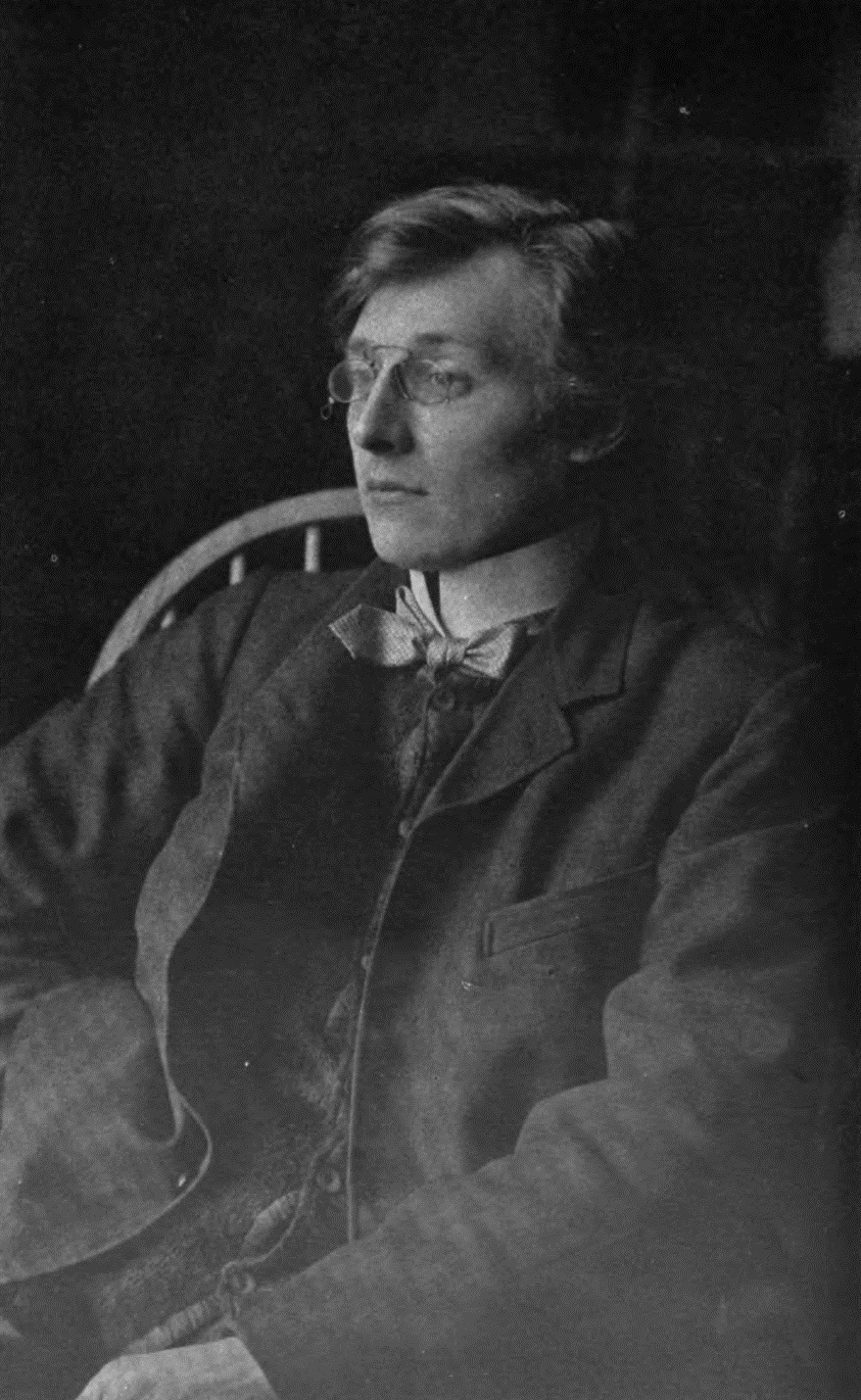
Portret (ca. 1903) van Eward Craig.

Edward Gordon Craig (Stevenage, 16 januari 1872 – Vence, 29 juli 1966) was een Britse theateracteur, -vormgever en toneeltheoreticus. Als ontwerper van theaterproducties heeft hij een bijzonder grote invloed gehad op de ontwikkeling van het moderne theater in de eerste helft van de 20e eeuw.

## Biografie
Eward Craig is het tweede kind uit de relatie van de Engelse actrice Ellen Terry en de architect Edward Godwin en is geboren in Stevenage op 16 januari 1872. Vanaf 1889 is hij actief als acteur in het theatergezelschap van Henry Irving in Londen, maar stopt hier al na zes jaar mee.
Vanaf 1900 is hij actief als theaterbouwer. Voor het theatergezelschap de Purcell Operatic Society ontwerpt in 1900 hij de voorstelling Dido and Aeneas en in 1902 Acis and Galatea. In 1903 is hij actief voor het Imperial Theatre (Londen), waar hij The Vikings vormgeeft. Hoewel de stukken artistiek hoge toppen scheren blijken ze financieel geen succes. In datzelfde jaar richt hij ook een theaterschool op, de School for the Art of the Theatre.
Tussen 1904 en 1907 had Craig een relatie met de danseres Isadora Duncan, met wie hij in 1906 een dochter Deirdre Beatrice kreeg, die in 1913, samen het haar halfbroertje en hun kindermeisje, verdronk toen hun auto in Parijs bij een ongeluk in de Seine belandde.
In 1904 gaat hij in op de uitnodiging van Harry Kessler en bezoekt hij Duitsland, waar hij het essay The Art of the Theatre schrijft. Vanaf 1907 is hij actief in Firenze. Samen met Konstantin Stanislavsky ontwikkelt hij draagbare plooibare decorschermen, die voor het eerst gebruikt worden in Moskou, bij een productie van Hamlet in 1912. In Firenze publiceert hij ook een collectie etsen waarmee hij zijn ideeën voor scenografie illustreert.
Na de Eerste Wereldoorlog legt hij zich meer toe op theatergeschiedenis, maar blijft wel actief als ontwerper van scenografie, met een uitgave van houtsneden voor het toneelstuk Hamlet. In het interbellum blijft hij ook teksten schrijven waarin hij zijn visie op het theater uiteenzet. Vanaf 1931 werkt hij in Frankrijk, waar hij vanaf 1948 ook definitief woont. In 1966 overlijdt hij in Vence (Zuid-Frankrijk).

## Invloed en werk
Edward Craig was een zeer invloedrijk theoreticus op gebied van scenografie, al zijn slechts een beperkt aantal van zijn ontwerpen ooit uitgevoerd. Zijn ideeën werden verspreid via zijn essays en vanaf 1903 ook in zijn eigen theaterschool. Tussen 1908 en 1929 gaf hij ook een eigen internationaal tijdschrift uit, The Mask. In 1923 schreef hij Scene, waarin hij zijn theorie over de geschiedenis van de scenografie verder uitwerkte.
Zijn werk kan gezien worden als een reactie op de traditionele methodes van het theater, waarbij vooral gewerkt werd met klassieke representatie. Hij plaatste een meer symbolische interpretatie centraal en maakte gebruik van kleuren, vormen en licht. Voor het ontwerp van de voorstelling Hamlet in 1912 werkte hij een nieuw concept uit waarbij alle onderdelen van de scene beweegbaar waren en op aangeven van de regisseur of auteur konden bewegen in functie van het gespeelde stuk.
Een van de aanhangers van de theorieën van Edward Craig binnen het Nederlandse taalgebied was de schrijver en dichter Herman Teirlinck.